# Wafd
Il partito politico  Wafd (in arabo حزب الوفد المصري‎?, Ḥizb al-Wafd al-Miṣrī, ossia "Partito Egiziano della Delegazione") è stato uno dei più antichi partiti politici parlamentari egiziani. Wafd significa "Delegazione" e l'origine del nome deriva dalla volontà dei circoli politici egiziani più dinamici d'inviare nel 1919, al termine della prima guerra mondiale, una propria delegazione alla Conferenza di pace di Parigi per perorare la causa dell'indipendenza dell'Egitto dal Regno Unito.

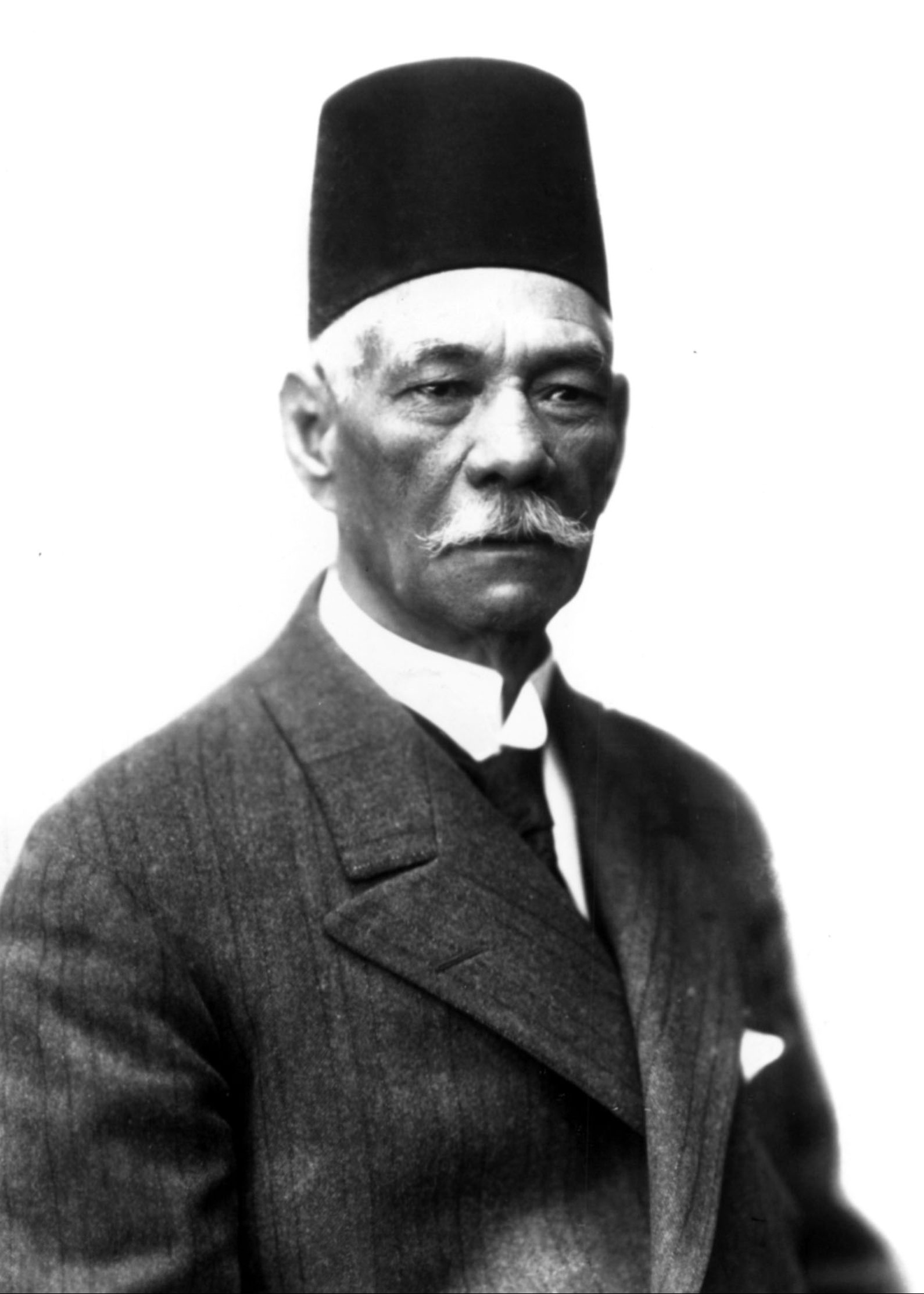
Saʿd Zaghlūl Pascià

La Delegazione era composta sia da politici di cultura islamica sia di cultura cristiana, di vari orientamenti politici, tutti riuniti dal superiore ideale di indipendenza e libertà del Paese, dopo che il Regno Unito, approfittando delle dissennatezze finanziarie del Chedivato, aveva imposto il suo giogo, non solo economico (per ripianare i grave deficit creato dall'Egitto e salvaguardare in tal modo gli investimenti anglo-francesi nella Compagnia del Canale di Suez), ma anche politico (per fare del Canale di Suez il principale punto di passaggio della rotta verso l'India britannica). Perciò, la Gran Bretagna si oppose all'invio di tale Delegazione.
A seguito della Rivoluzione egiziana del 1919, il Regno Unito decise di concedere unilateralmente, il 28 febbraio 1922, una Costituzione e l'indipendenza all'Egitto, pur imponendo una serie di limitazioni di non poco conto, in particolare mantenendo il controllo sulla politica estera e sulla difesa. Fu il fatto che la Costituzione fosse stilata da una Commissione e non da un parlamento liberamente eletto a far sì che il Wafd rifiutasse tale Costituzione (malgrado fosse del tutto favorevole a una Carta costituzionale) e fu questo il motivo per cui un gruppo di wafdisti, tra cui 'Abd al-'Aziz Fahmi, si staccò dal partito per dar vita al Partito dei Liberali Costituzionali.

## I partiti in Egitto negli anni venti del XX secolo
Nei primi Anni Venti del Novecento, i partiti egiziani erano tre: il vecchio Partito Nazionale (il secondo in realtà a portare una simile etichetta), il Wafd e il Partito dei Liberali Costituzionali.
Il primo era di fatto il più radicale: fautore di una completa indipendenza per l'Egitto, propugnava l'unione col Sudan e mostrava ostilità nei confronti di qualsiasi trattativa sulla presenza sia pur minima di truppe britanniche sul suolo patrio. Il secondo, che riscuoteva di gran lunga il maggior numero di consensi tra gli egiziani, era favorevole all'indipendenza del Paese, a un ampio programma di alfabetizzazione tra le masse dell'Egitto, all'elevazione delle condizioni economiche e morali della Nazione e alla completa uguaglianza giuridica tra i sessi: un ideale, quest'ultimo, ben rappresentato ai vertici del Wafd, poiché a battersi per la parità di genere vi era l'attivista Safiya Zaghloul (moglie del fondatore del partito Sa'd Zaghlul), mentre a fondare (nel 1923) e a presiedere il Comitato Centrale del Wafd fu la femminista egiziana Hoda Sha'rawi. Questo a dimostrazione della sviluppata sensibilità culturale egiziana e - malgrado il persistere di varie contraddizioni - dell'atteggiamento decisamente aperto dell'Egitto nei confronti della modernità, così come essa era intesa e apprezzata nei paesi occidentali. Il terzo partito era invece su posizioni decisamente più moderate: favorevole anch'esso all'indipendenza, non rifiutava pregiudizialmente trattative con l'occupante britannico e prese appieno parte ai lavori della Costituzione (da cui venne il nome stesso del partito), che fu promulgata nel 1923.
Nel 1925 nascerà il Partito dell'Unione (Ḥizb al-ittiḥād) e nel 1931 un quinto movimento politico organizzato, il Partito del Popolo (Ḥizb al-shaʿb). Tra il 1929 e il 1931 si gettavano le prime basi di un movimento religioso islamico, i Fratelli Musulmani, che sarebbero sopravvissuti e che si sarebbero radicati nella realtà culturale egiziana fin nel terzo millennio.

## Il Wafd da movimento a partito politico

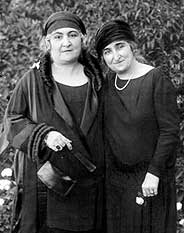
Le femministe egiziane Hoda al-Shaʿrāwī (a sinistra) e Sāfiya Zaghlūl

Il Wafd si trasformò in partito politico, in parte per impulso del giurista Saʿd Zaghlūl, e vinse in modo netto le elezioni del 1924 con uno straordinario 85% dei voti, che portò il suo leader ad essere nominato Primo ministro. Il partito condusse una politica spiccatamente modernista, laica e liberale, largamente sostenuta dai circoli urbani più progressisti, sia musulmani sia cristiani, entrando assai frequentemente in contrasto con la monarchia egiziana, giudicata troppo accondiscendente nei confronti dei britannici.
Il Wafd vinse di nuovo le elezioni del 1926, ma il partito perse consensi a causa della sua politica moderata nei confronti della monarchia e del Regno Unito, senza la quale il Wafd non credeva si sarebbe potuta conseguire la completa indipendenza del Paese. Il motto del Wafd era: «La religione è per Dio e la Patria per tutti». Il vessillo del partito era composto da una mezzaluna e da una croce, appaiate, bianche, in campo verde. Malgrado fosse un partito spiccatamente patriottico, non si oppose mai del tutto all'ideale panarabo e non accentuò l'appartenenza religiosa degli Egiziani.
A metà degli Anni Trenta, in seguito ai timori suscitati nel Paese arabo dall'invasione italiana dell'Etiopia, alcuni membri del Wafd si recarono a Londra per negoziare un trattato difensivo che proteggesse l'Egitto da un'eventuale aggressione: ne scaturì il Trattato anglo-egiziano del 1936. L'accordo suscitò alcune critiche, provenienti in particolare dal monarca e dagli ambienti più conservatori che guardavano compiaciuti le Potenze dell'Asse, tuttavia l'intesa con il Regno Unito venne generalmente accettata dalla popolazione egiziana: alle elezioni del 1936 (mentre era in corso la negoziazione del trattato), il Wafd si confermò ancora il partito più votato e a quelle del 1942 (dopo che l'invasione italiana dell'Egitto, nel 1940, aveva mostrato quanto i timori wafdisti fossero fondati), la formazione politica raccolse il più alto consenso della sua storia, conquistando 240 seggi su 264 alla Camera dei rappresentanti. Nel 1951, disinnescata la minaccia di un'invasione, il primo ministro wafdista Mustafa al-Nahhas denunciò il Trattato anglo-egiziano, ma il Regno Unito decise di non ritirare il suo contingente militare presente nella zona del Canale di Suez. Gli avversari del Wafd approfittarono del rifiuto britannico per scatenare disordini e proteste violente nelle città del Paese, screditando al contempo il Partito di governo. Il 23 luglio 1952, il gruppo degli Ufficiali Liberi delle Forze armate prese il controllo dello Stato, dando avvio alla Rivoluzione egiziana; l'anno successivo, il Wafd, come gli altri partiti politici, venne messo al bando.
Nel 1978, il presidente egiziano Anwar al-Sadat autorizzò il Wafd a ricostituirsi: il partito prese il nome di Neo-Wafd. Dal 1984, la nuova formazione esprime il suo orientamento politico grazie al quotidiano generalista al-Wafd.

## Risultati elettorali
| Anno elettorale | Dirigente         | Seggi     | +/– | Posizione     |
| --------------- | ----------------- | --------- | --- | ------------- |
| 1923–1924       | Sa'd Zaghlul      | 188 / 215 | 188 | Primo partito |
| 1925            | Sa'd Zaghlul      | 86 / 215  | 102 | Primo         |
| 1926            | Sa'd Zaghlul      | 150 / 215 | 64  | Primo         |
| 1929            | Mustafa al-Nahhas | 198 / 236 | 48  | Primo         |
| 1936            | Mustafa al-Nahhas | 169 / 232 | 29  | Primo         |
| 1942            | Mustafa al-Nahhas | 240 / 264 | 71  | Primo         |
| 1945            | Mustafa al-Nahhas | 29 / 264  | 211 | Terzo partito |
| 1950            | Mustafa al-Nahhas | 225 / 319 | 196 | Primo         |

## Dirigenti storici
- Saʿd Zaghlūl, dal 1919 al 1927
- Muṣṭafā al-Naḥḥās, dal 1927 al 1952